# Mederdra
Mederdra és una ciutat i una de les cinc comunes situades al departament homònim, de la regió de Trarza, a Mauritània.

## Característiques
Mederdra es troba al sud-oest de Mauritània, a 150 km al sud-est de la capital Nouakchott, a uns 55 km al nord de Rosso, capital de la regió de Trarza, i a 65 km de l'oceà Atlàntic i del riu Senegal, en el traçat de la carretera principal Nouakchott-Rosso-Senegal. El territori de l'actual moughataa (departament) de Mederdra gairebé correspon en la seva totalitat a la regió històrica de Iguidi.
A la comuna, amb una població de 6.858 habitants el 2000, es parla el hassania, dialecte proper a l'àrab literari. Té diverses escoles alcoràniques i d'educació primària, un institut, un college i una clínica. Els darrers segles, la zona ha estat un prosper centre de goma aràbiga què, amb l'activitat artesanal i la cria de ramats (camells, vaques, cabres i ovelles), constitueixen les principals fonts d'ingressos econòmics.

## Personatges cèlebres
- Malouma (1960), cantant, política i activista social.[3]